# Cantón de Maromme
El cantón de Maromme era una división administrativa francesa, que estaba situada en el departamento de Sena Marítimo y la región de Alta Normandía.

## Composición
El cantón estaba formado por dos comunas:
- Canteleu
- Maromme

## Supresión del cantón de Maromme
En aplicación del Decreto nº 2014-266 de 27 de febrero de 2014, el cantón de Maromme fue suprimido el 22 de marzo de 2015 y sus 2 comunas pasaron a formar parte del nuevo cantón de Canteleu.